# ミズヒキミノカサゴ
ミズヒキミノカサゴ（英名: African lionfish, deepwater firefish， frillfin turkeyfish、学名:Pterois paucispinula）はスズキ目フサカサゴ科の肉食性海水魚である。西部太平洋に分布し、日本では房総半島以南の南日本の太平洋側および琉球列島で見られる。沿岸部の水深10-60mの浅海域で、主に砂泥底などの軟らかい底質を好み、海綿などの無脊椎動物が多い場所に棲む。最大で体長20センチメートル程度に成長する。
和名の「ミズヒキ」は、本種の胸鰭条に赤色と白色の縞模様があることを、祝儀袋の飾り付けなどに用いる紅白の水引になぞらえたものである。

## 形態
一見するとネッタイミノカサゴに酷似しており、混同されることも多い。実際、日本からPterois mombasaeとして報告され和名が付けられたのは2011年のことであるが、その論文でも「過去にネッタイミノカサゴと同定されていた個体が実際には本種であった例」がいくつか紹介されている。その後P.mombasaeと日本沿岸のものは別種とされ、2014年に新種記載された。
ネッタイミノカサゴとの鑑別点は以下のとおりであるが、比較的分かりやすいのは軟条の色彩（縞模様か単色か）である。
| 鑑別点           | 本種               | ネッタイミノカサゴ |
| ---------------- | ------------------ | ------------------ |
| 背鰭棘の数       | 12棘11軟条         | 13棘10軟条         |
| 胸鰭の条数       | 16～18条（通常17） | 17～20条（通常18） |
| 胸鰭の鰭膜の斑点 | 6～24個            | 3～17個            |
| 胸鰭の軟条の色彩 | 赤～褐色の縞模様   | 一様に赤または白   |

## 生態
他のミノカサゴ類と同様、背鰭に毒がある。夜行性で、昼間は岩陰などに隠れている。
主にエビやカニなどの甲殻類や貝類、多毛類などを捕食する。